# Castlevania Chronicles
Akuma jō Dracula (悪魔城ドラキュラ?, Akuma jō Dorakyura, lett. "Dracula del castello del Diavolo") è un videogioco del 1993 per Sharp X68000. Nel 2001 è stato sviluppato un remake, noto come Castlevania Chronicles in Occidente e Akuma jō nendaiki: Akuma jō Dracula (悪魔城年代記 悪魔城ドラキュラ?, Akuma jō nendaiki: Akuma jō Dorakyura, lett. "Cronaca del castello del Diavolo") in Giappone.

## Modalità di gioco
La maggior parte dei livelli rispecchia quelli presenti nella versione NES di Castlevania; in particolare il primo è molto simile, così come il quarto e il settimo ricordano molto rispettivamente quinto e secondo livello originale. È stato inoltre aggiunto un power-up, un rametto che se utilizzato ripristina l'energia vitale.

### Audio
La colonna sonora è composta sia da nuovi arrangiamenti di temi classici della serie: "Vampire Killer" e "Wicked Child" dal primo episodio, "Bloody Tears" da Simon's Quest e "Theme of Simon Belmont" da Super Castlevania IV. Prima di cominciare il gioco, è possibile selezionare tre tipi di moduli sonori: sintetizzatore FM dell'X6800 Yamaha YM2151, MIDI Roland LA (MT-32, CM-32L, CM-64) e MIDI Roland GS (SC-55, SC-33, SC-155, CM-300, CM-500). Nonostante le tracce rimangano le solite, varia la strumentazione e alcune canzoni sono differenti fra loro.

## Differenze
La versione PlayStation è dotata di una nuova introduzione e di un nuovo finale, con i personaggi disegnati da Ayami Kojima (già designer di Symphony of the Night); lo sprite principale, Simon Belmont, ha subito un restyling, così come quello di Dracula; infine è stato migliorato l'audio, sia per quanto riguarda gli effetti che la colonna sonora. È tuttavia disponibile una modalità identica all'originale.